# 甲扎岗噶河

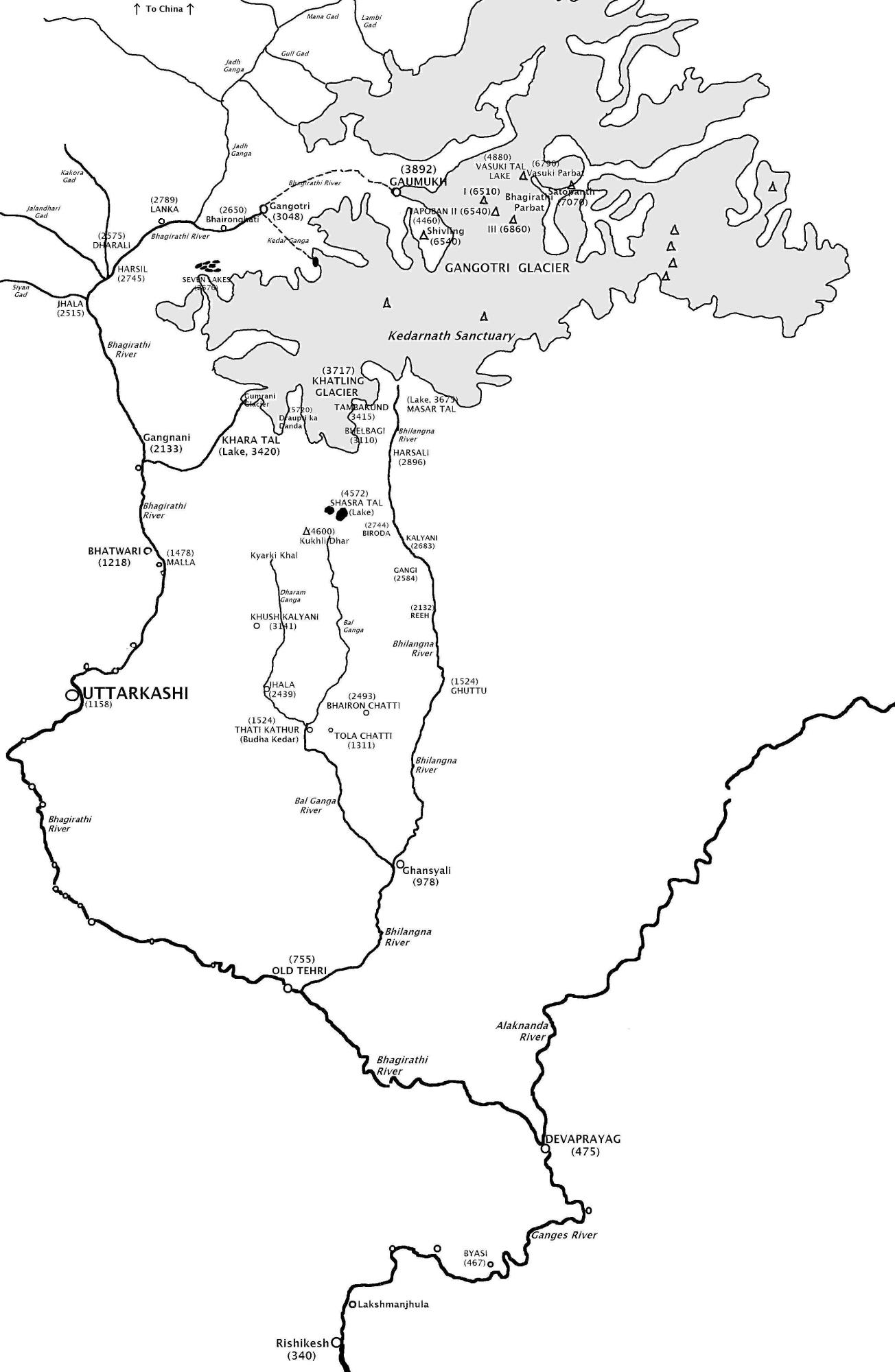
甲扎岗噶河

甲扎岗噶河（藏文：རྒྱལ་མོ་རྔུལ་ཆུ་；英语：Jadh Ganga；Jada Ganga;Jahnavi River），是印度与中国有领土争议的北阿坎德邦北卡什县东北部境内（中国称桑、葱莎、波林三多地区，属中国西藏札达县托林镇波林村地域。）帕吉勒提河右岸的一条支流，发源于喜马拉雅山脉塔加拉山口（Thaga La,海拔5147米）及桑久拉山口（Tsang Chok La,海拔5416米)附近冰山,向南流，沿途汇入桑曲、麦那曲等支流，在葱莎（藏文རྒྱལ་མོ；威利：Tshong-sa；坐标31°06′45″N 79°00′16″E / 31.11250°N 79.00444°E）附近转向西南，经讷郎山口（公贡桑巴通道）流出国境，在印度北卡什县境内的 拜龙卡蒂（Bhaironghati）汇入恒河的主源帕吉勒提河（Bhagirathi River）。